# Cheilodipterus macrodon
Cheilodipterus macrodon · Apogon à grandes dents
Espèce

Cheilodipterus macrodon, communément nommé Apogon à grandes dents, est une espèce de poisson marin de la famille des Apogonidae.

## Description
Sa taille maximale est de 25 cm.

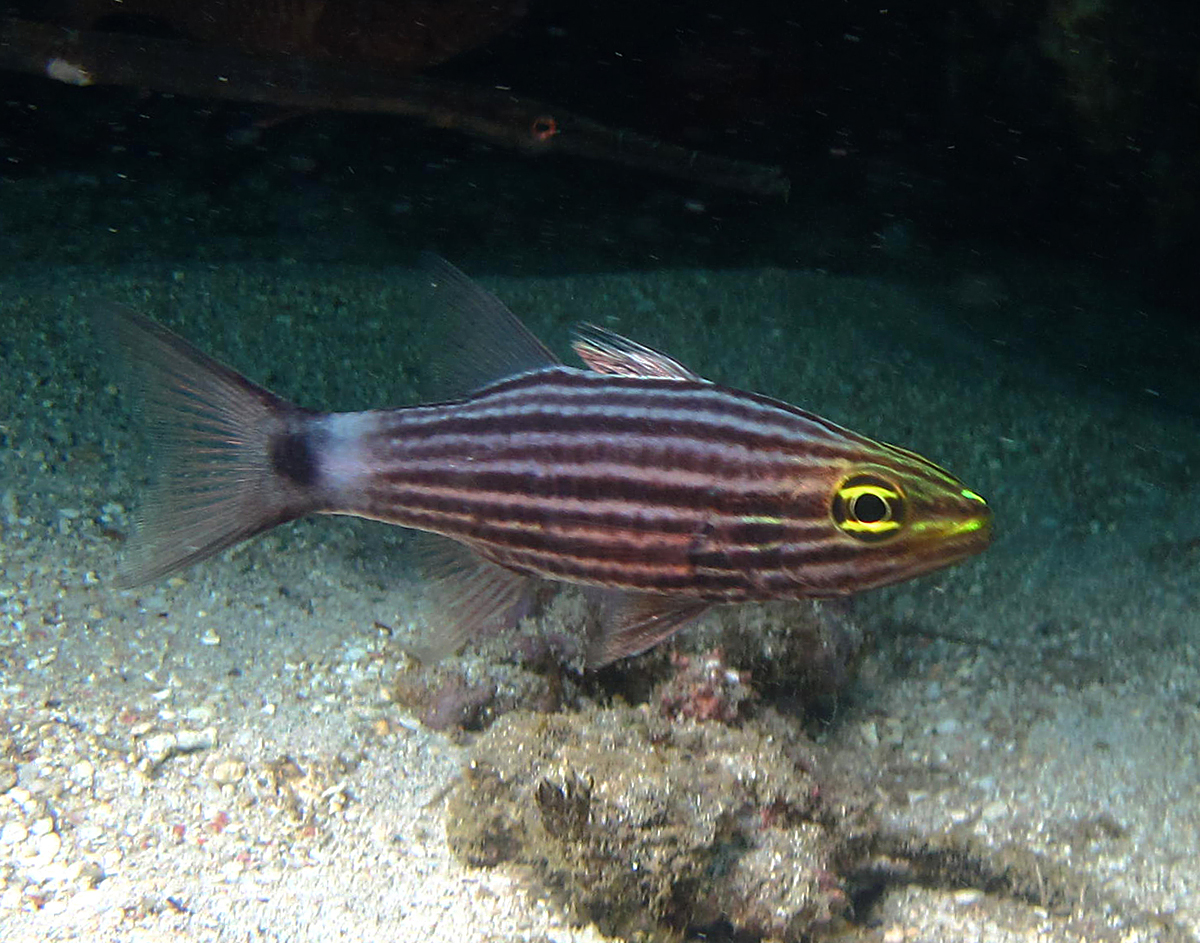
Juvénile
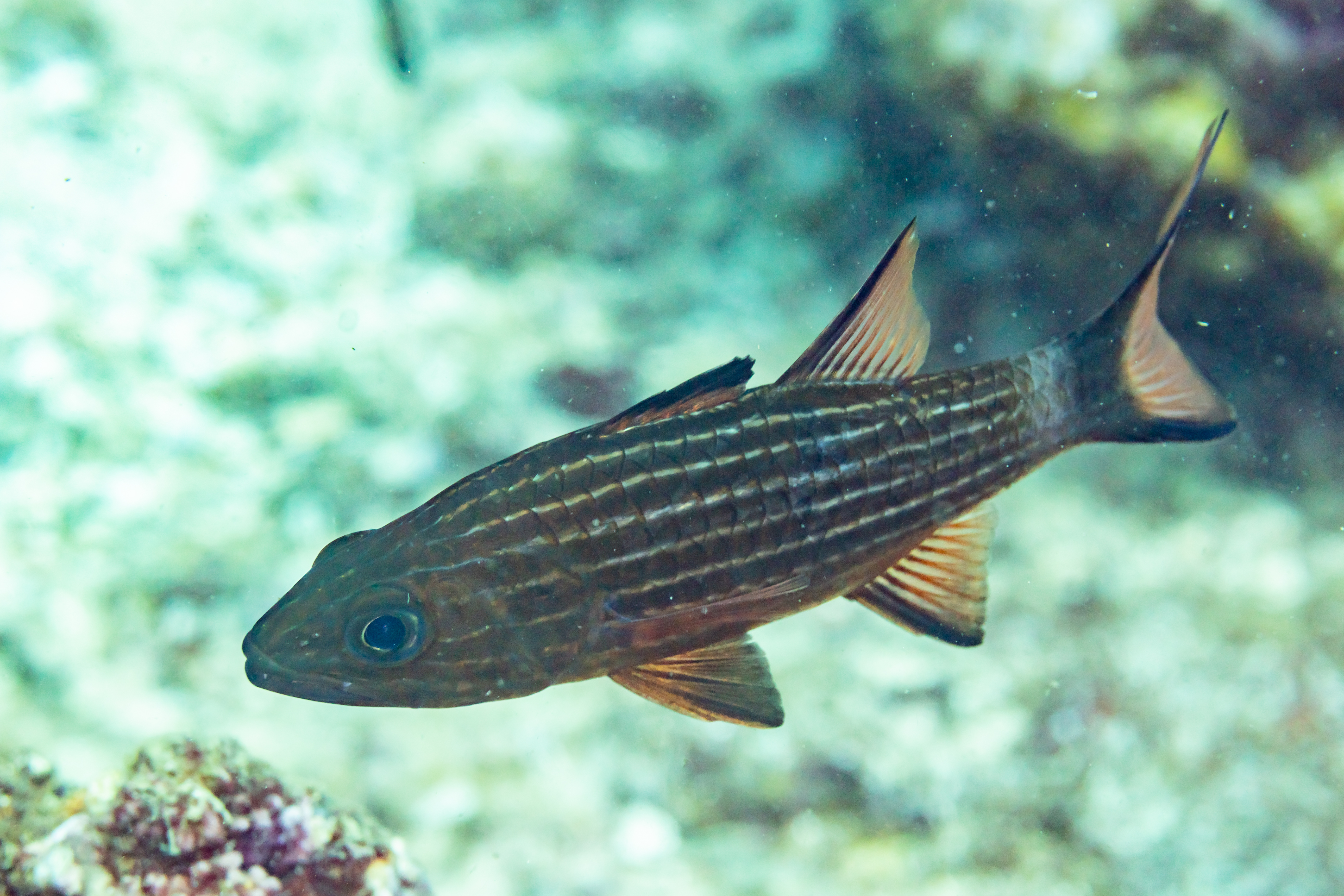
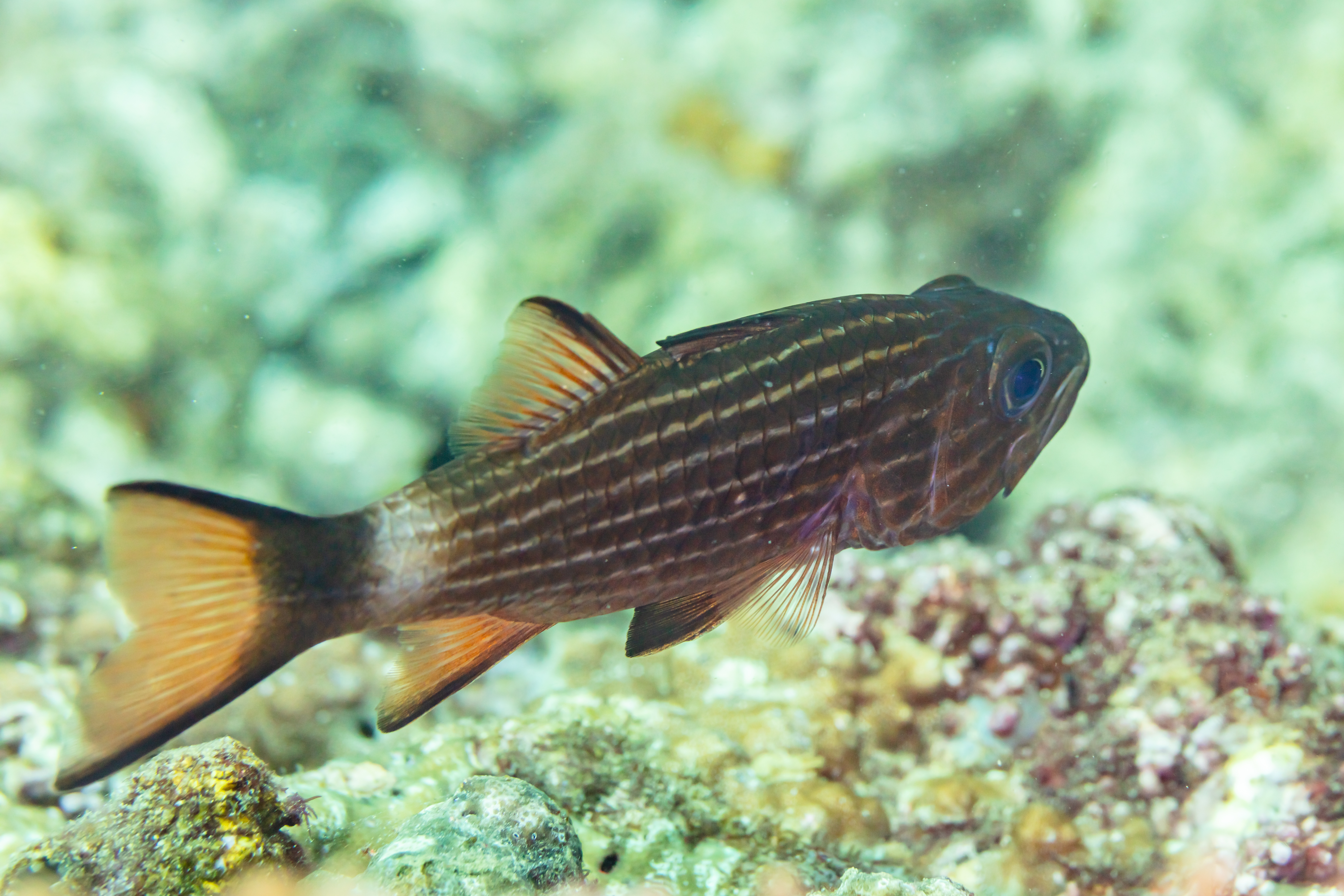
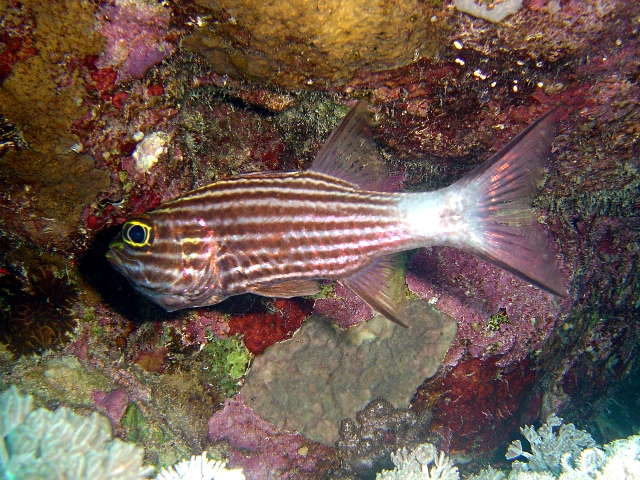

## Habitat et répartition
L'Apogon à grandes dents est présent dans les eaux tropicales de la région Indo-Pacifique, Mer Rouge incluse.